# Krakoa
Krakoa egy kitalált élő sziget a Marvel Comics képregényeiben, mely főleg az X-Men csapatával hozható kapcsolatba. A sziget képes irányítani egész ökológiai rendszerét, a rajta honos élőlényeket és még magát a talajt is. A sziget neve egy létező indonéziai vulkán nevéből, a Krakatoából származik.
Bár Krakoa csak kétszer szerepelt a képregények lapjain, feltűnése azonban annál jelentősebb volt, mivel közvetlenül volt felelős az „új” X-Men csapatának felállásához.
Krakoa eredetileg egy apró sziget volt a Csendes-óceánon, közel egy helyhez, ahol kísérleti atomrobbantásokat hajtottak végre. A radioaktív sugárzás valamilyen módon átváltoztatta a szigetet egy élő entitássá. A sziget azelőtt lakott volt, de jóval, feltehetően több száz évvel a robbantási kísérletek előtt elnéptelenedett. Erre utal a rajta található régi templom maradványai is.

## Története
Az X-Men Krakoával való első találkozása azért következett be mert a Cerebro egy ismeretlen mutáns jelenlétét mutatta ki rajta, így a csapat (Küklopsz, Angyal, Plazma, Jégember, Csodalány (Jean Grey), és Polaris) elindult, hogy felkutassa azt. Érkezésük után a sziget megtámadta és foglyul ejtette őket, hogy mutáns erejükből táplálja magát. Küklopsz volt az egyetlen akinek sikerül megszöknie, de nem emlékezett rá, mi történt társaival. X Professzor úgy határozott, hogy új csapatot állít össze, hogy megmentse tanítványait. Az új csapat tagjai Kolosszus, Árnyék, Vihar, Naptűz, Viharmadár, Vészmadár és Rozsomák lettek. X Professzor azonban nem tudott róla, hogy Krakoa azért engedte elszökni Küklopszot, hogy újabb mutánsokat hozzon, akikből szintén táplálkozhat. Telepatikusan még befolyásolta is X Professzort, hogy inkább új csapatot állítson össze, ahelyett, hogy segítséget kérjen a Bosszú Angyalaitől vagy a Fantasztikus Négyestől.
Az új csapat harcba szállt a szigettel, majd kiszabadítva a régi csapat tagjait együttes erővel küzdöttek Krakoa ellen. Kiderül, hogy a mutáns, amit korábban a Cerebro észlelt, maga Krakoa volt. Vihar, Küklopsz és Plazma a végsőkig túltöltötték Polaris mágnese erejét, aki a Föld magját felhasználva olyan erős mágneses lökéshullámot hozott létre, ami kirepítette Krakoát a világűrbe.
Krakoát később a magát Idegennek nevező kozmikus entitás találta meg az űrben és a laboratórium-világában helyezte el. A laboratóriumot ért támadás során Krakoa feltételezhetőn megszökött.
A Generation X képregénysorozatban Forge az X-ek massachusettsi iskolájában Krakoa egy részét felhasználva létrehozott egy úgynevezett Bioszférát. Miután egy támadás során a Bioszféra megsérült az egész eltűnt egy tér-idő örvényben és valószínűleg a jövőbe került. Forge elmélete szerint Krakoa újra eggyé akart válni és feltehetően ő volt a felelős a Bioszféra eltűnéséért.

### Vega-Superior
Vega-Superior Krakoa egyik spórájából született lény volt. A spórákat Krakoa akkor bocsátotta ki, mikor az X-ek kilökték őt az űrbe. Egyetlen spóra kivételével mind az óceánba esett. Vega-Superior spórája azonban egy szigeten (feltehetően valahol a volt Krakoa közelében) telepedett meg egy vulkán kürtőjében ahol a bennszülöttek emberáldozatokat mutattak be neki. Vega-Superior ugyanúgy táplálkozott a vulkánba vetett emberek életerején mint azt tette Krakoa az X-Men tagjaival. Rendelkezett Krakoa minden emlékével és ennek segítségével teremtette meg a Vega-Men-t, a korábban Krakoa ellen harcoló mutánsok egyfajta torz klón másolatait. Ennek ellenére távolról sem rendelkezett olyan hatalommal mint Krakoa, hiszen nem volt képes irányítani a sziget környezetét.
Vega-Superiorra Árnyék talált rá mikor repülőgépe lezuhant a sziget közelében. A kettejük közötti harc során Árnyék becsalta Vega-Superiort az óceánba, ahol az elpusztult.

## X-Men: Deadly Genesis
A 2006-ban megjelent X-Men: Deadly Genesis történetben egy retconban fény derül rá, hogy az új csapat nem ez első volt amit X Professzor a szigetre küldött, hogy segítsen tanítványain. Egy másik, fiatal mutánsokból álló csapat, melyet eredetileg Moira McTaggart képzett ki, indult elsőként az X-Men megmentésére. A csapatnak sikerül kiszabadítania Küklopszot és kijuttatniuk a szigetről, ami valójában csak ösztönös lény volt. A fiatal és tapasztalatlan csapat fele odaveszett a szigeten, Xavier pedig minden emléket kitörölt Küklopsz és a többi mutáns agyából ezekre az eseményekre vonatkozólag, és egy érző, beszélő Krakoa képét ültette az agyukba.

## Képességei
A radioaktív sugárzás egybeolvasztotta a sziget növény- és állatvilágát, és egyfajta közös tudatot hozott létre. Krakoa teljes uralmat gyakorol teljes flórája és faunája felett a fáktól kezdve, egészen a szigeten lakó madarakig. A talajból képes különböző lényeket teremteni, vagy önmagát mint egyetlen lényt megszemélyesíteni.
Az eredeti történet szerint Krakoa intelligens, érző, gondolkodó lény volt. A retcon szerint csupán ösztönök hajtották.

## Más változatai
- Újvilág Krakoa: A Marvel Újvilág Univerzumában, az Újvilág X-Men sorozatában Krakoa egy közönséges szigetként jelenik meg közel Genoshához.
- Amalgan: Az Amalgan Univerzumban Krakoa egy olyan sziget mely képes feltámasztani kihalt élőlényeket (például dinoszauruszokat).
- 3752-es Föld: Az Exiles sorozatban a 3752-es Föld Krakoája egy hatalmas szörnyeteg.